# سوپرگرل (فیلم ۲۰۲۶)
سوپرگرل (انگلیسی: Supergirl) یک فیلم ابرقهرمانی آمریکایی است که بر اساس شخصیتی به همین نام از دی‌سی کامیکس ساخته شده است. این فیلم به کارگردانی کریگ گیلسپی و نویسندگی آنا نوگیرا، دومین فیلم در دنیای دی‌سی خواهد بود. میلی آلکاک نقش اصلی کارا زور-ال / سوپرگرل را بازی می‌کند و ماتیاس خونارتس، ایو ریدلی، دیوید کرامهولتز و امیلی بیچام از دیگر بازیگران آن هستند. در این فیلم، سوپرگرل در سفری کهکشانی به دنبال انتقامی خونین می‌رود. تهیه‌کنندگی این اثر بر عهده جیمز گان و پیتر سفرن از دی‌سی استودیوز است.
توسعه فیلمی با محوریت دختر سوپرگرل از اوت ۲۰۱۸ در قالب دنیای توسعه‌یافته دی‌سی (DCEU) آغاز شد و این شخصیت ابتدا در فیلم فلش (۲۰۲۳) با بازی ساشا کایه معرفی شد. برنامه‌های پروژه مستقل پس از انتخاب گان و سفرن به‌عنوان مدیران مشترک استودیو دی‌سی در اکتبر ۲۰۲۲ تغییر کرد. در ژانویه ۲۰۲۳، فیلم جدیدی با عنوان سوپرگرل: زن فردا بر اساس مجموعه کمیک‌های ۲۰۲۱–۲۰۲۲ به همین نام نوشته تام کینگ و طراحی بیلکیس اِوِلی اعلام شد. نوگیرا تا نوامبر ۲۰۲۳ به پروژه پیوست، آلکاک در ژانویه ۲۰۲۴ برای ایفای نقش در اولین فیلم دنیای دی‌سی، سوپرمن (۲۰۲۵)، انتخاب شد و گیلسپی در می همان سال به پروژه ملحق شد. فیلم‌برداری از ژانویه تا مهٔ ۲۰۲۵ در استودیوهای برادران وارنر و لندن و همچنین در اسکاتلند انجام شد. عنوان فرعی زن فردا تا ژوئن ۲۰۲۵ از فیلم حذف شد.
سوپرگرل قرار است توسط برادران وارنر پیکچرز در تاریخ ۲۶ ژوئن ۲۰۲۶ در ایالات متحده اکران شود و بخشی از دنیای سینمایی دی‌سی با عنوان بخش یک: خدایان و هیولاها خواهد بود.

## زمینه داستانی
کارا زور-ال بیست و یکمین سالگرد تولدش را با سفر در کهکشان همراه با سگش کریپتو جشن می‌گیرد. در این سفر، او با روتی مری نول، دختری جوان، آشنا می‌شود و با فاجعه‌ای روبه‌رو می‌گردد که او را به سوی یک «ماجراجویی خونین برای انتقام» سوق می‌دهد.

## بازیگران
- میلی آلکاک در نقش کارا زور-ال / سوپرگرل:
دخترعموی کلارک کنت / سوپرمن که در تکه‌ای از سیاره ویران‌شده کریپتون بزرگ شده و شاهد مرگ همه اطرافیانش بوده است، به همین دلیل شخصیتی تلخ‌تر و خسته‌تر از پسرعمویش که در زمین و توسط والدینی مهربان پرورش یافته است دارد. از آنجا که کریپتونی‌ها با نور خورشید زرد درمان می‌شوند و قدرت به دست می‌آورند، سوپرگرل دوست دارد در سیاره‌هایی با خورشید قرمز خوش گذراند، جایی که می‌تواند مست شود. جیمز گان، تهیه‌کننده، سوپرگرل را شخصیتی «پیکسی‌مانند ولی بسیار نگرشی» تصور کرده است.
- ماتیاس خونارتس در نقش کِرِم از یلو هیلز
- ایو ریدلی در نقش روتی مری نول: دختری جوان که سوپرگرل در سفرش با او آشنا می‌شود
- دیوید کرامهولتز در نقش زور-ال: پدر سوپرگرل
- امیلی بیچام در نقش آلورا این-زه: مادر سوپرگرل

علاوه بر این، جیسون موموآ قرار است به‌صورت کوتاه در نقش لوبو ظاهر شود، یک شکارچی جایزه‌بگیر و مزدور بیگانه از سیاره آرمانی چزارنیا. سگ باقدرت کارا، کریپتو، نیز که پیش‌تر در فیلم سوپرمن (۲۰۲۵) حضور داشت، در این فیلم هم حضور خواهد داشت.

## ساخت
تصویربرداری اصلی در ۱۳ ژانویه ۲۰۲۵ در استودیوی برادران وارنر پیکچرز در لندن، انگلستان آغاز شد.

## بازاریابی
پس از معرفی سوپرگرل در صحنه پایانی فیلم سوپرمن، گان در ژوئیه ۲۰۲۵ اولین پوستر سوپرگرل را منتشر کرد. این پوستر، او را در حالی که به لوگوی سوپرمن تکیه داده نشان می‌دهد و شعار فیلم سوپرمن، «به بالا نگاه کن»، با گرافیتی به «مواظب باش» تغییر کرده است. مفسران به تغییر لحن این پوستر نسبت به فیلم سوپرمن اشاره کردند و همچنین به کت سوپرگرل که شبیه به کتی است که در کمیک زن فردا می‌پوشد، توجه نشان دادند. آرون پرین در اسلش‌فیلم نوشته که شعار گرافیتی‌شده روشی مختصر برای نشان‌دادن جهت‌گیری و لحن متفاوت سوپرگرل است و افزود که با توجه به حضور کوتاه او در فیلم سوپرمن، رویکرد سرکشانه و نافرمان او کاملاً منطقی و قابل‌فهم به نظر می‌رسد.

## انتشار
سوپرگرل قرار است توسط برادران وارنر پیکچرز در تاریخ ۲۶ ژوئن ۲۰۲۶ در ایالات متحده اکران شود. این فیلم بخشی از دنیای سینمایی دی‌سی با عنوان بخش یک: خدایان و هیولاها خواهد بود.